# Steve Henson
Steven Michael Henson, detto Steve (Junction City, 2 febbraio 1968), è un ex cestista e allenatore di pallacanestro statunitense, professionista nella NBA, in Italia e in Grecia.

## Carriera
È stato selezionato dai Milwaukee Bucks al secondo giro del Draft NBA 1990 (44ª scelta assoluta).